# 洮北区
洮北区是吉林省白城市下辖的一个市辖区。區人民政府駐青年南大街14號。

## 行政区划
洮北区下辖12个街道办事处、7个镇、4个乡、1个民族乡：
海明街道、长庆街道、瑞光街道、明仁街道、铁东街道、城南街道、新立街道、幸福街道、新华街道、保平街道、西郊街道、官银号街道、岭下镇、平安镇、青山镇、林海镇、洮河镇、平台镇、到保镇、东风乡、三合乡、金祥乡、东胜乡、德顺蒙古族乡、镇南种羊场、白城牧场、洮儿河农场、保民农场和到保林场。
其中，城南街道实际隶属于白城工业园区。幸福街道、保平街道、西郊街道实际隶属于白城经济开发区。岭下镇实际隶属于查干浩特旅游经济开发区。

## 历史
1904年在洮南府设立靖安县。1914年改名为洮安县。1926年7月洮(南)昂(昂溪)铁路通车，设洮安车站。1938年改名白城县。1945年抗战胜利后又改名洮安县。1950年10月改名白城县。

## 人口
根據第七次全國人口普查結果，截至2020年11月1日零時，洮北區常住人口為356054人。

## 旅游
洮北区具有新石器时代和辽金时代的古遗址和古墓群43处，古庙址12处。
- 华严寺、科尔沁蒙古族民俗村、清代双塔。
- 公园：团结湖风景区、八仙新村、德顺双塔、98抗洪纪念塔、森林公园、劳动公园、运河带状公园、环城林果园和鹤城大运河。